# Понтекорво
Понтеко̀рво (на италиански: Pontecorvo) е град и община в Централна Италия, провинция Фрозиноне, регион Лацио. Разположен е на 97 m надморска височина. Населението на общината е 13 388 души (към 2010 г.).